# لیکوهای خط‌دار
لیکوی خطدار (نام علمی: Zosterornis) نام یک سرده از تیره چشم‌سفید است.

## گونه‌ها
- لیکوی صورت‌شاه‌بلوطی, Zosterornis whiteheadi
- لیکوی خطدار لوزون, Zosterornis striatus
- لیکوی خطدار پانای, Zosterornis latistriatus
- لیکوی خطدار نگرس, Zosterornis nigrorum
- لیکوی خطدار پالاوان, Zosterornis hypogrammicus